# Наджафов, Гасан Раджаб оглы
Гасан Раджаб оглы Наджафов (род. 14 июля 1963, Баку, Азербайджанская ССР) — советский, российский военнослужащий, гвардии подполковник. Герой Российской Федерации (2000).

## Биография

### Начало военной карьеры
Гасан Наджафов родился 14 июля 1963 года в Баку. По национальности — азербайджанец. С 1980 года в Вооружённых силах СССР. Окончив в 1984 году Бакинское высшее общевойсковое командное училище имени Верховного Совета Азербайджанской ССР, Наджафов служил в частях Белорусского военного округа, с 1988 года — в Забайкальском военном округе. В период с 1993 по 1997 годы он проходил службу в 201-й мотострелковой дивизии в Таджикистане, где участвовал в боевых действиях на таджико-афганской границе.
В 1997 году Гасана Наджафова назначили командиром 1-й роты 1-го батальона 506-го гвардейского мотострелкового полка 27-й гвардейской мотострелковой дивизии Приволжского военного округа, который был дислоцирован в Тоцких лагерях в Оренбургской области. В следующем году он в составе Миротворческих сил СНГ в Абхазии проходил службу в зоне грузинско-абхазского конфликта.

### Вторая Чеченская война
В октябре 1999 года рота Наджафова в составе полка прибыл в Чечню, где в это время шли военные действия. 25 октября 506 мсп, находившийся в составе группировки войск «Север», совершил ночной марш-бросок. Рота Наджафова атаковала противника с фланга, используя фактор внезапности. Командир вывел свои подразделения в промежуток между укрепленными позициями боевиков на Теркском хребте. В ходе ночного боя мотострелки с ходу ворвались на позиции боевиков, выбив противника с занимаемых ими оборонительных позиций. В декабре рота Наджафова одним из первых вышел на подступы к Грозному, где в одном из боёв за город ротный получил сильную контузию.
Указом Президента Российской Федерации от 27 июня 2000 года гвардии майору Наджафову Гасану Раджаб оглы присвоено звание Героя Российской Федерации.

### Дальнейшая карьера
Проходил службу в 205-й отдельной мотострелковой бригаде (г. Будённовск). Должность —командир батальона. Воинское звание — подполковник. На декабрь 2015 года командир батальона в 19-й отдельной мотострелковой бригаде 58-й армии Южного военного округа (п. Спутник, г. Владикавказ)